# Rechowot
Rechowot (hebr. רחובות, Reẖovot arab. رحوبوت / رحوفوت) – miasto położone w Dystrykcie Centralnym w Izraelu. Leży na równinie Szaron w aglomeracji miejskiej Tel Awiwu, znanej jako Gusz Dan.
O Rechowot mówi się, że jest to „Miasto Cytrusów, Kultury i Nauki”.

## Historia

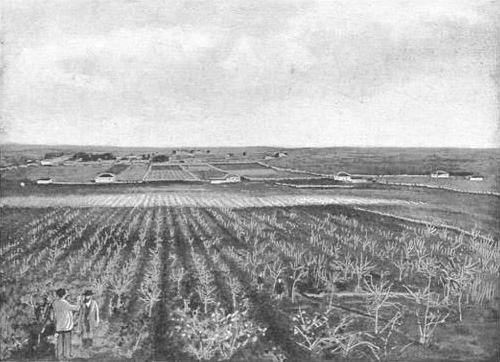
Rechowot około 1890 roku.

Osada została założona 6 marca 1890 przez żydowskich imigrantów z Polski. Otrzymali oni finansowe wsparcie ze strony barona Edmonda de Rothschilda. Nowa osada powstała w miejscu, gdzie około V wieku istniała żydowska gmina Doron. Później w tym miejscu istniała osada Khirbet Duran. Żydowscy imigranci z Polski zastanawiali się nad nazwą dla swego osiedla. Israel Belkind zaproponował nazwę Rechowot (hebr. „szerokie przestrzenie”), wywodzącą się z księgi Księgi Rodzaju 26:22. W czasach biblijnych istniała miejscowość (wcześniej studnia) o nazwie Rechowot – leżała ono jednak na pustyni Negew. Nazywając tę studnię, Izaak powiedział, że Bóg dał przestronne miejsce jemu i jego pasterzom. Teraz mogli się rozmnażać, nie obawiając się, że komuś to będzie przeszkadzać.
Początkowo osadnicy w Rechowot uprawiali winorośl i produkowali wino, a od 1904 zaczęto uprawy owoców cytrusowych. W 1907 tutejsze winnice podupadły. Okazało się, że inwestycja w rozwój upraw owoców cytrusowych była udanym przedsięwzięciem - obecnie cytrusy są najbardziej dochodowym interesem w Rechowot (zwłaszcza po 1965, gdy otworzono port morski w Aszdod).
W 1906 w Rechowot osiedlili się żydowscy imigranci z Jemenu, nadając specyficzny klimat rozrastającemu się miastu (szczególnie w dzielnicy Sza’arajjim).
W 1950 Rechowot otrzymał prawa miejskie.

## Demografia
Zgodnie z danymi Izraelskiego Centrum Danych Statystycznych w 2006 roku w mieście żyło 104,5 tys. mieszkańców, z czego 99,7% Żydów.
Zgodnie z danymi Izraelskiego Centrum Danych Statystycznych w Rechowot w 2004 było 41 323 zatrudnionych pracowników i 2 683 pracujących na własny rachunek. Pracownicy otrzymujący stałe pensje zarabiali w 2004 średnio 6 372 NIS, i otrzymali w ciągu roku obniżki średnio o -5,2%. Przy czym mężczyźni zarabiali średnio 8 786 NIS (spadek o -4,8%), a kobiety zarabiały średnio 4 791 NIS (spadek o -5,3%). W przypadku osób pracujących na własny rachunek średnie dochody wyniosły 6 806 NIS. W 2004 roku w Rechowot było 1 082 osób otrzymujących zasiłek dla bezrobotnych i 6 627 osób otrzymujących świadczenia gwarantowane.
Populacja miasta pod względem wieku:
| Wiek (w latach) | Procent populacji w % |
| --------------- | --------------------- |
| 0-4             | 9,2%                  |
| 5-9             | 7,8%                  |
| 10-14           | 7,3%                  |
| 15-19           | 7,1%                  |
| 20-29           | 15,4%                 |
| 30-44           | 19,0%                 |
| 45-59           | 17,4%                 |
| ponad 60        | 16,7%                 |

Źródło danych: Central Bureau of Statistics.

## Edukacja i Nauka

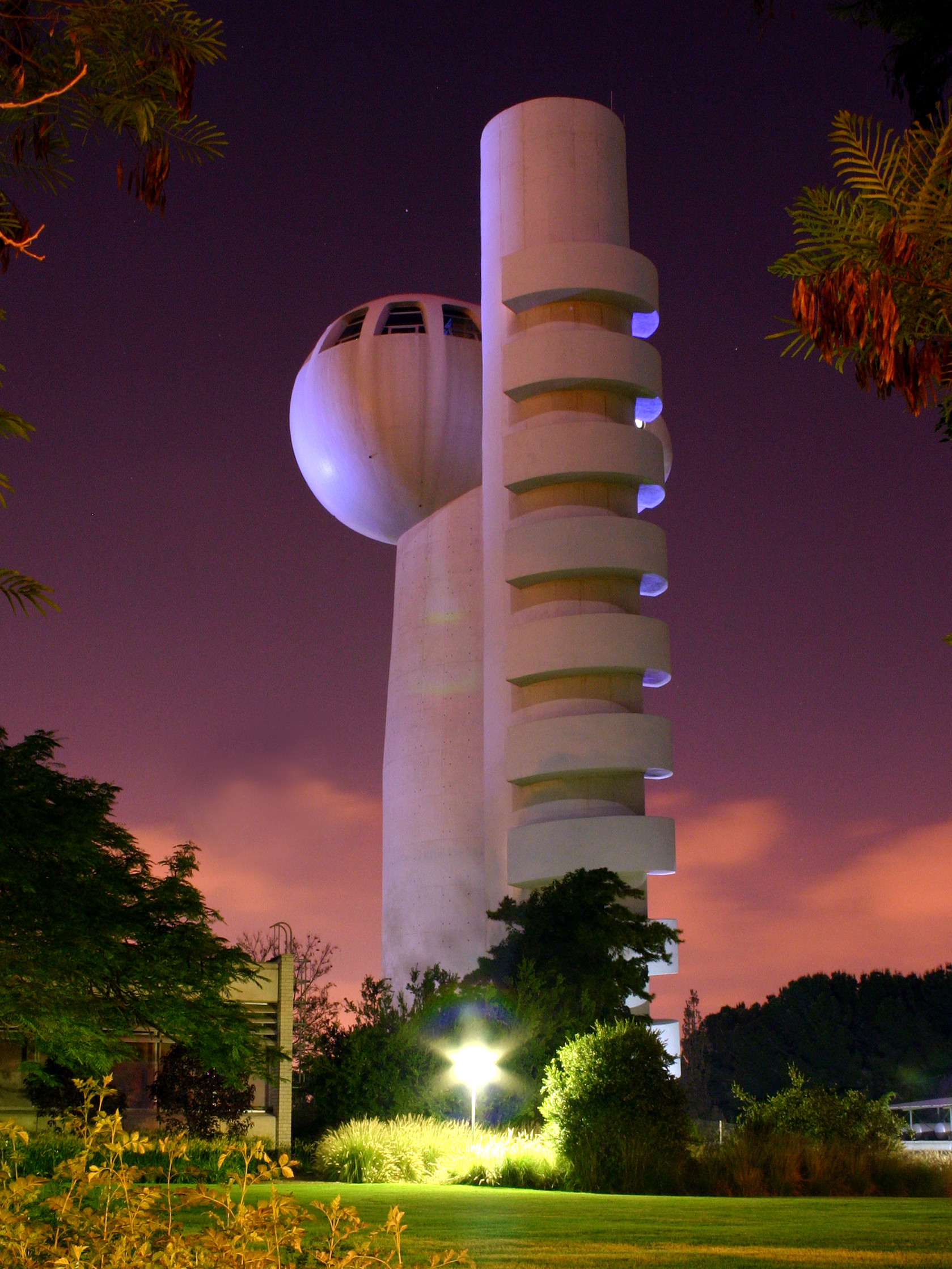
Instytut Naukowy Weizmana

W Rechowot znajduje się 30 szkół podstawowych i 29 szkół średnich, w których uczy się 19,8 tys. uczniów.
W 1932 w Rechowot umiejscowiono rolniczą stację doświadczalną (ang. Agricultural Research Station), która w 1942 stała się Wydziałem Rolnictwa Uniwersytetu Hebrajskiego z Jerozolimy, a od 1970 Science of Nutrition of the Hebrew University. Tutejsi naukowcy opracowują nowe technologie w rolnictwie, ochronie środowiska, medycynie i informatyce. Rechowot jest także siedzibą Instytutu Naukowego Weizmana.

## Kultura
W mieście działa chór Hadarei Ron. W Rechevot corocznie odbywa się Międzynarodowy Festiwal Filmowy.

## Ochrona zdrowia
Tutejszy Szpital Kaplan pełni rolę dodatkowej kliniki dla wydziału medycznego Uniwersytetu Hebrajskiego. Znajduje się tutaj główna przychodnia lecząca chorych na AIDS w Izraelu.

## Gospodarka
Tutejszy przemysł koncentruje się przede wszystkim na przetwarzaniu owoców cytrusowych (soki, oleje, zagęszczacze). Dodatkowo produkuje się tutaj plastiki, leki i towary metalowe. W ostatnim czasie w Rechowot powstało kilka nowoczesnych przedsiębiorstw biomedycznych i informatycznych.
W Rechowot stworzono eksperymentalny program hodowli ryb w zamkniętych zbiornikach wody morskiej, bez zagrożeń dla środowiska. W hodowli ryb wykorzystuje się biofiltry bakteryjne do oczyszczania zbiorników wodnych. Bakterie w filtrach rozkładają zanieczyszczenia do postaci gazów, co eliminuje konieczność okresowego płukania stawów hodowlanych i wynikającego z tego zanieczyszczenia środowiska. System ten umożliwił zwiększenie skali hodowli ryb.

## Komunikacja
Przy mieście przebiega droga ekspresowa nr 40. W północnej części miasta, w pobliżu Instytutu Nauki Weizmanna, jest stacja kolejowa Rechowot. Pociągi z Rechowot jadą do Lod, Tel Awiwu, Bnei Brak, Petach Tikwa, Rosz ha-Ajin, Kefar Sawy, Naharijji, Hajfy, Riszon le-Cijjon, Binjamina-Giwat Ada, Netanja i Aszkelonu.

## Miasta partnerskie
- Paraná, Argentyna
- Grenoble, Francja
- Heidelberg, Niemcy
- Filadelfia, Stany Zjednoczone
- Rochester, Stany Zjednoczone
- Manchester, Wielka Brytania